# Moarte pe Nil
Moarte pe Nil este un roman polițist scris de către scriitoarea britanică Agatha Christie.

## Sinopsis
Linnet Doyle este, în aparență, o ființă aproape neverosimilă, căci pare să aibă tot ceea ce-și poate dori o femeie: frumusețe, bogație, inteligență, farmec și... un șoț iubitor. Când ea este însa ucisă, micul detectiv și subtilul psiholog Hercule Poirot, aflat întâmplător în aceeași excursie, descoperă cu tristețe tot vălmășagul de interese și de patimi țesut în jurul bogatei moștenitoare. Agatha Christie considera Moarte pe Nil unul dintre cele mai reușite romane ale sale, iar criticii și publicul n-au contrazis-o. Într-adevăr, în stilul său lapidar și eficient, scriitoarea oferă cititorilor nu doar o intriga sinuoasă și seducătoare, cu un final neașteptat, ci și o ilustrație exemplară a dramelor și pasiunilor omenești esențiale.

## Traduceri în limba română
- Editura Excelsior Multi Press, 1994
- Editura Rao, 2010
- Editura Adevărul, 2011

## Filme
- Moarte pe Nil (film din 1978)
- Moarte pe Nil (film din 2020)